# Honnaing
Ne doit pas être confondu avec Onnaing.
Honnaing est un village situé dans le canton de Kale, dans le district de Kale, dans la région de Sagaing, dans l'ouest de la Birmanie.